# امیر پنوئلی
امیر پنوئلی (عبری: אמיר פנואלי‎؛ ۲۲ آوریل ۱۹۴۱ – ۲ نوامبر ۲۰۰۹) یک دانشمند در زمینه علوم رایانه اهل اسرائیل بود.
وی جایزه تورینگ را در ۱۹۹۶ دریافت کرد و همچنین برنده جایزه اسرائیل شده است.

## زندگی‌نامه
پنوئلی در نحلل، در قیمومیت بریتانیا در فلسطین (اکنون در اسرائیل) به دنیا آمد، او مدرک کارشناسی ریاضیات را از تخنیون در حیفا  و پی‌اچ‌دی. در ریاضیات کاربردی از مؤسسه علوم وایزمن را گرفت. پایان نامه او موضوع "محاسبه جزر و مد در اقیانوس" بود. او در طی دوره فوق دکترا در دانشگاه استنفورد به علوم رایانه روی آورد. کارهای او در علوم رایانه بر منطق زمانی و وارسی مدل، به ویژه در مورد ویژگی‌های عادلانه سیستم‌های همروندی بود.
او به عنوان محقق به اسرائیل بازگشت. او بنیانگذار و اولین رئیس اداره علوم رایانه در دانشگاه تل آویو بود.